# 瓦曼平塔山
8°58′29″S 77°44′24″W / 8.97472°S 77.74000°W
瓦曼平塔山（Wamanpinta），是秘魯的山峰，位於該國北部安卡什大區，由卡拉斯區和聖克魯斯區負責管轄，屬於布蘭卡山脈的一部分，海拔高度4,800米。